# Marta (fotbollsspelare)
Marta Vieira da Silva, artistnamn Marta, född 19 februari 1986 i Dois Riachos i Alagoas, är en brasiliansk fotbollsspelare som spelar för Orlando Pride i National Women's Soccer League. Marta anses ofta vara den största kvinnliga fotbollsspelaren genom tiderna och har sex gånger blivit utsedd till världens bästa kvinnliga fotbollsspelare.
Marta har med Brasilien vunnit ett VM-silver och tre OS-silver, fyra SM-guld med Umeå IK, ett SM-guld med Tyresö FF och två SM-guld med FC Rosengård.
I mars 2017 blev hon svensk medborgare men behöll samtidigt sitt brasilianska medborgarskap.

## Biografi
Marta började sin karriär i Centro Sportivo Alagoano i brasilianska Alagoas. Proffskarriären inleddes 2000 i Vasco da Gama. Åren 2002–2004 spelade hon i Santa Cruz-MG.

### Sverige och USA
Åren 2004–2008 spelade hon i Umeå IK. Mellan 2009 och 2011 spelade hon i den professionella damligan Women's Professional Soccer (WPS) i USA, där hon representerat Los Angeles Sol, FC Gold Pride och Western New York Flash. WPS valde att ställa in säsongen 2012.
Marta spelade åren 2012–2014 för Tyresö FF i Damallsvenskan. Hon gjorde sin debut för Tyresö i 0–0-matchen mot Bröndby den 24 februari 2012. Åren 2014–2016 spelade hon för FC Rosengård. Säsongen 2017 skrev hon kontrakt med Orlando Pride i den professionella damligan National Women's Soccer League.

### Landslagsspel
Marta har spelat för det brasilianska landslaget sedan 2002. Hon deltog under världsmästerskapet 2007 där Brasilien förlorade mot Tyskland i finalen med 2–0 och efter att hon själv missat en straff i den 64:e minuten. Hon var en också en del av det brasilianska landslag som tog OS-silver både 2004 och 2008.
Under fotbolls-VM 2019 gjorde hon sitt 17:e mål i ett VM-slutspel. Det betyder att hon är den fotbollsspelare, alla kategorier, som gjort flest mål under ett VM-slutspel.

### Andra aktiviteter, i medier
Marta medverkade 2005 i Sveriges Televisions dokumentär Marta – Pélés kusin. Dessutom syntes hon 2013 i SVT:s dokumentära TV-serie Den andra sporten.
2017 kom boken Gå på mål, Marta ut, skriven av Marta och sportjournalisten Anja Gatu. Boken handlar om Martas barndom och uppväxt i Dois Riachos. Marta har under sin karriär även fått kämpa mot sexism.

## Spelaregenskaper
Marta är en kvick spelare med framstående bollbehandling. Hon är känd för sin snabbhet, kreativitet och förmåga att driva bollen i höga hastigheter.
Hon inledde sin karriär som en offensiv mittfältare där hon fick utlopp för sin stora skicklighet som spelfördelare. Hon har senare spelat på en rad olika positioner, både som en ren anfallare och på kanten. Hon är både spelfördelare med stor blick för spelet samt en skicklig avslutare. Marta är också en bra frisparksskytt och en stabil straffläggare.
Hon besitter därutöver stora ledaregenskaper, både på och utanför fotbollsplanen.

## Meriter
Marta utsågs till världens bästa kvinnliga fotbollsspelare fem år i rad mellan 2006 och 2010 och fick utmärkelsen ytterligare en gång år 2018.

### Vunna mästerskapstitlar
Inom klubblag
- Damallsvenskan: 2005, 2006, 2007, 2008, 2012, 2014, 2015
- Svenska Cupen: 2007
- Uefa Women's Cup: 2003/2004
- Copa Libertadores de Fútbol Femenino: 2009
- Copa do Brasil de Futebol Feminino: 2009
- WPS mästare: 2010, 2011

Inom landslag
- Olympiska spelen: Silver 2004, 2008 och 2024
- VM: Silver 2007
- Panamerikanska spelen: 2003, 2007
- Sydamerikanska dammästerskapet: 2003, 2010, 2018

### Individuella utmärkelser
- 2004 U-20 VM, Guldbollen
- 2004, 2005, 2008 Skytteligavinnare, Damallsvenskan
- 2005 och 2011 Utsedd till näst bästa fotbollsspelare i världen.
- 2006, 2007, 2008, 2009, 2010 och 2018 Utsedd till världens bästa kvinnliga fotbollsspelare (sedan 2010 i formen Ballon d'Or)
- 2007 och 2008 Vald till årets forward vid Fotbollsgalan 2007
- 2007 Vinnare av Fotbollskanalens hederspris vid Fotbollsgalan 2007
- 2007 VM, Guldskon
- 2007 VM, Guldbollen
- 2009 och 2010, WPS, Bästa spelare
- 2009, 2010 och 2011, WPS, Guldskon
- 2010 Skytteligavinnare i Sydamerikanska dammästerskapet

### Staty
Den 7 oktober 2020 kom en stor hyllning av det brasilianska fotbollsförbundet. Marta ska bli staty i sitt hemland, och ska stå bredvid den legendariska herrfotbollsspelaren Pelé. Platsen kommer vara på det brasilianska landslagsmuseet som finns vid Maracana-stadion i staden Rio de Janeiro. Största anledningen till detta är att man tänkt öppna en avdelning för att fira damlandslagets framgångar, och därmed är Marta, som blivit utsedd till världens bästa fotbollsspelare sex gånger, en perfekt person att avbilda.